# 東南亞司令部
盟軍東南亞戰區司令部（英語：South East Asia Command）是二戰期間，盟軍在東南亞設立的總指揮部，主要對抗日本皇軍。

## 背景
東南亞戰區一開始的司令官是阿奇博尔德·珀西瓦尔·韦维尔爵士，然而他領導的短命的美英荷澳聯軍在新加坡和荷屬東印度群島淪陷後解散。 1943年8月，盟軍創建了東南亞聯合司令部，指揮了戰區內所有國家特遣隊的海陸空作戰。 1943年8月，經聯合參謀部同意，丘吉爾任命海軍上將蒙巴頓為東南亞盟軍最高司令，直到1946年為止。美國將軍史迪威是第一盟軍最高副指揮官，以及領導美國中緬印戰區（CBI）的指揮。東南亞戰區司令部於11月15日至16日正式建立於德里。總部於1944年4月遷至錫蘭的康提。
1943年12月2日，盟軍參謀長聯席會議批准“抗擊日軍太平洋計畫”，作為對日本反攻的戰略。其次要推進西南太平洋地區司令部下的“新幾內亞-菲律賓軸線”。東南亞戰區以及北太平洋，南太平洋和中國軍隊的抵抗，都被當成是二戰亞洲戰區的重要環節。當時，由於英德在歐洲戰場方面的膠著，使東南亞戰區的增援部隊受到限制，直到1944年秋季以及德國投降之後才出現重大進展。開始轉向亞洲戰場是盟軍各國在卡薩布蘭卡會議上達成的共識，在這次會議上，英國的觀點集中在德國上，整個對日戰爭的投入反而是有限的，用防守的觀點操作 - 這對美國是不能接受的做法。美國的觀點是與日軍正面對決，因此聚焦在緬甸的進攻行動，支持中國和其他戰區活動，而對在東南亞保持防線的英國不甚認同。

## 過程
東南亞戰區司令部最初的作戰地區是印度，緬甸，錫蘭，馬來亞，蘇門答臘島的北部島嶼以及準備進攻與日本同盟的暹羅（泰國）。 1945年8月15日，日本投降後，擴大到包括荷屬東印度群島的其餘部分和法屬印度支那南部。這時候的東南亞概念中並不包含美屬菲律賓。

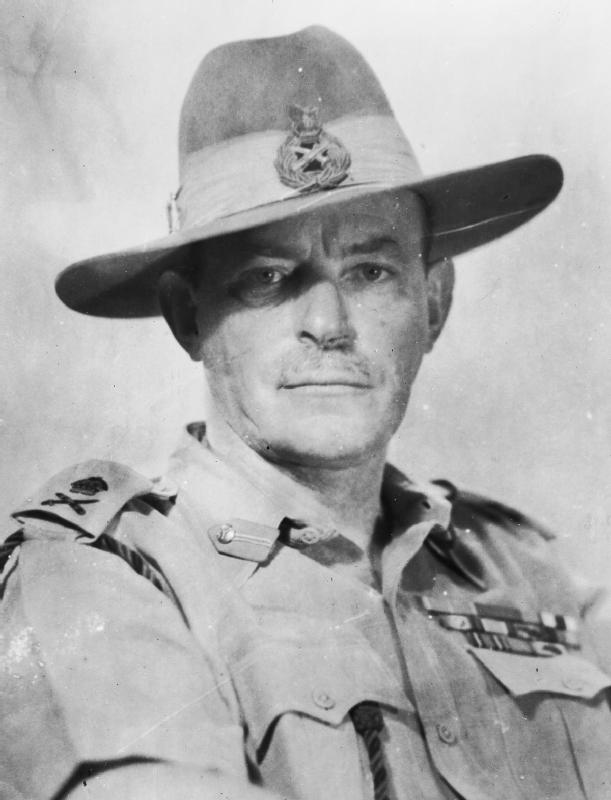
史托普福德將軍, 第二任東南亞戰區總司令.

東南亞戰區的指揮情況錯綜複雜，正常情況下，在東南亞的盟軍都應該聽令於東南亞戰區總司令，但是東南亞戰區基本上由英國主導，只有控制著英國國第11集團軍。東南亞戰區的中美兩國軍隊並不直接聽令於盟軍東南亞總司令指揮，而是統一由史迪威調度，直接向最高統帥會報。基本上東南亞戰區總司令能調度的只有在緬甸戰場上的英軍。空軍方面則是由理查德·佩爾希指揮，主要組成是英國皇家空軍第3戰術航空軍與美國陸航軍第10航空軍的聯合部隊，為了避免多頭馬車，蒙巴頓將軍下令合併兩個空軍部隊到東方空軍司令部。而位於中國與印度的美軍也不受到東南亞戰區總司令指揮。海軍方面就教為簡單，因為當時東南亞地區主要的盟軍海軍力量是英國皇家海軍。

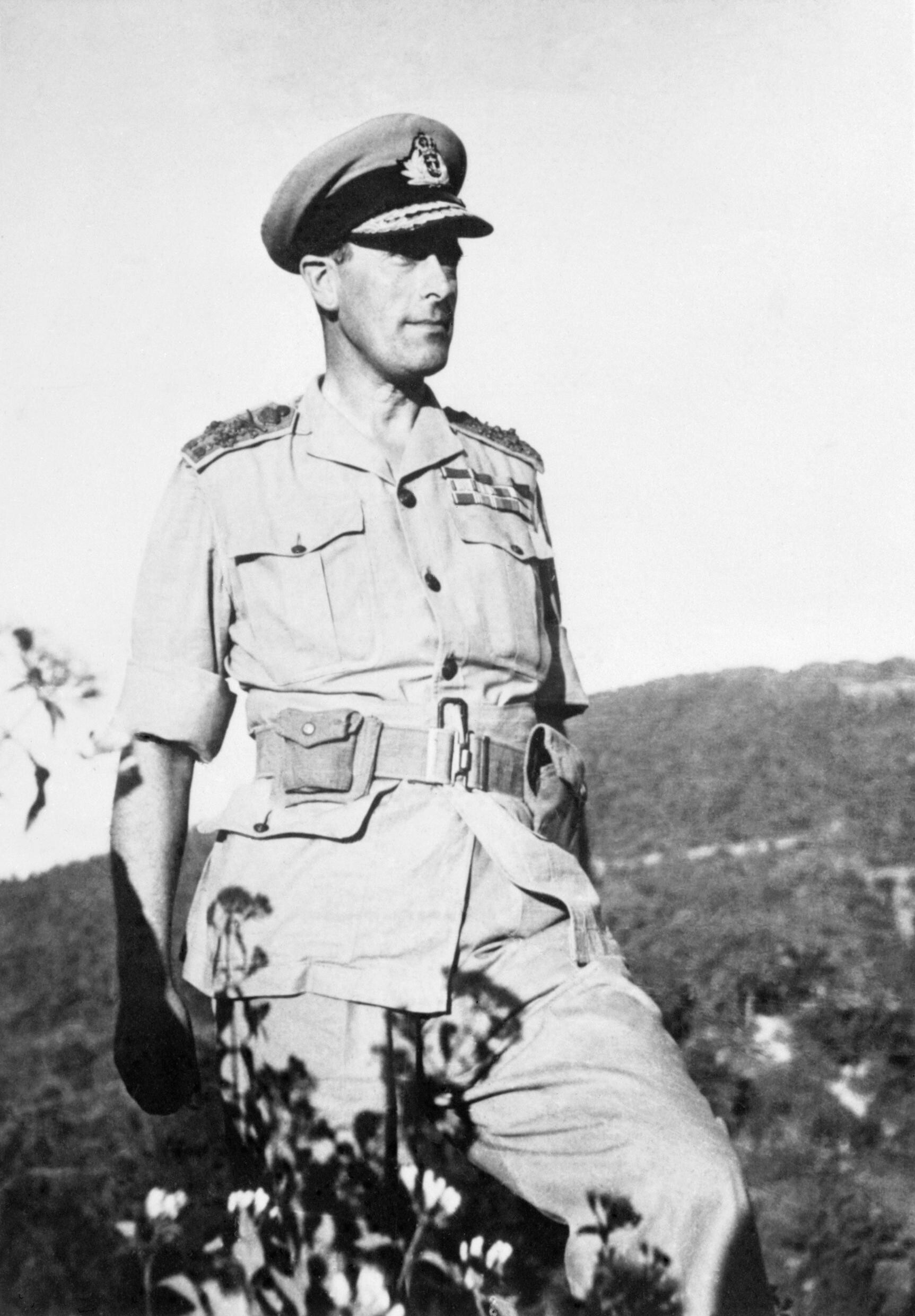
蒙巴頓將軍

1944年史迪威被召回華府後，東南亞戰區的陸軍指揮系統才逐漸明朗。主要集中在三個人：雷蒙·惠勒少將成為東南亞盟軍最高指揮官;魏德邁少將成為中國戰區參謀長，美軍中國戰區（USFCT）總司令。原本中國的緬甸遠征軍也要劃歸東南亞戰區司令部指揮。但由於中國戰區統帥蔣介石考量到緬甸戰場與中國戰區的一體性，要求中國遠征軍依然由中國戰區指揮，以方便調度。
英國運往東南亞戰區的運輸機上會特別標示「SNAKE」，以防止該物資被調度到其他戰區。
二戰末期，英國第14集團軍成功擊退日軍重新佔領緬甸，準備揮師東進收復馬來亞時，日軍卻已經因為兩顆原子彈轟炸而投降。

## 二戰後

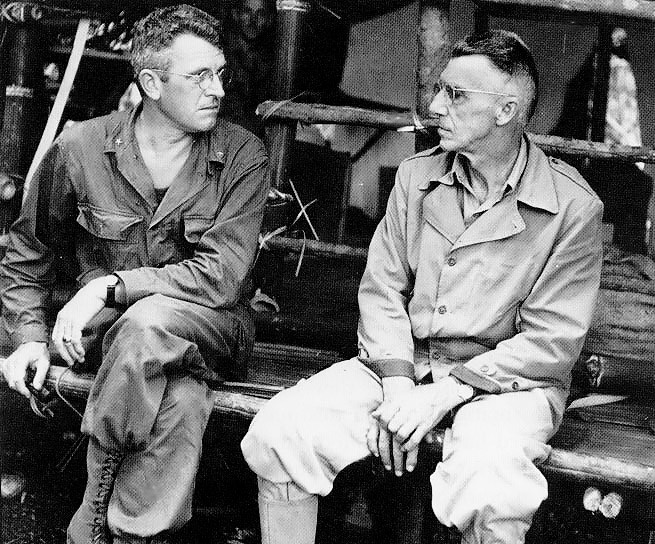
史迪威將軍 (左側)

二戰結束後司令部把重點從作戰行動轉移到恢復殖民地軍政府，以及日軍戰俘的遣返。
東南亞戰區的轄地在戰後進行調整，法屬印度支那跟婆羅洲被納入，其中大部分地區已經被澳大利亞部隊跟西南太平洋司令部佔領。如此使情勢更加錯綜複雜，加大了指揮調度的難度，一定程度埋下了日後殖民地獨立的因子。原本東南亞戰區司令部預計重新建立殖民地政府，然而在戰爭期間就十分弱勢的東南亞戰區司令部，已經無力掌控全局，各地區的民族主義勢力在日軍過去培植下已經有一定實力。
英軍在荷屬東印度群島跟法屬印度支那登陸，企圖恢復戰前殖民統治。新的軍政府很快在緬甸、馬來亞、新加坡與英屬婆羅洲建立。這過程中只有一個日本在婆羅洲的部隊頑強抵抗。而泰國雖然在戰爭期間與日本同盟，但戰後迅速恢復獨立與西方列強建立友好聯繫。
由於人員不足，很多地方使用了日本投降人員。盟軍還發現，許多在戰時與殖民地政府對抗的並不是日軍，而是當地的武裝民族力量，這些受日軍培植的軍事力量成為接收的阻礙，原本英軍指打算實行小規模軍事管制，但最後還是建立了殖民軍政府，以維持秩序讓盟友法國勢力能重回中南半島。

### 印尼獨立革命（1945年至1946年）
在佔領期間由日本人組成的民兵的幫助下，印度尼西亞民族主義者在爪哇宣稱荷屬東印度群島脫離荷蘭獨立，並成立印度尼西亞共和國。英國人企圖協助荷蘭殖民政府重新建立，並協助一支名為「荷屬東印度民政管理署」的小型軍事特遣隊。但是他們還是避免了與民族主義者的重大衝突。英軍只能在印度尼西亞部分地區建立軍政府，有時當地民族主義者會將盟軍俘虜和日佔時期收押的平民做為籌碼與英國部隊進行談判。
最終英國軍隊與當地的民族運動衝突越來越劇烈。印尼人民襲擊了等待遣返的日本軍隊，奪取武器，一位英國將軍更在勸說當地人民解除武裝時遭到射殺。因此1945年11月10日，英軍襲擊泗水，最後考量到不應該用自身力量維護荷蘭的利益，最後英軍撤離。

## 註解
1. ↑  Woodburn Kirby 2004c，第45頁.
2. ↑  Woodburn Kirby 2004c，第52頁.
3. 1 2 3  Morton 1962，第668–669頁.
4. ↑  Morton 1962，第382–386頁.
5. ↑  Woodburn Kirby 2004c，第45 to 49頁.
6. ↑  Woodburn Kirby 2004e，第2頁.